# Racing Game
Racing Game  (The Dick Francis Thriller: The Racing Game) è una serie televisiva britannica in 6 episodi trasmessi per la prima volta nel corso di una sola stagione dal 1979 al 1980.
È una serie del genere giallo incentrata sulle vicende di Sid Halley, un ex fantino che dopo un incidente alla mano si improvvisa detective privato cominciando a risolvere casi nel mondo delle corse dei cavalli aiutato dall'amico Chico Barnes. La serie è basata sui romanzi di Dick Francis.

## Personaggi e interpreti
- Sid Halley (6 episodi, 1979-1980), interpretato da Mike Gwilym.
- Chico Barnes (5 episodi, 1979), interpretato da Mick Ford.
- Charles Roland (2 episodi, 1979), interpretato da James Maxwell.
- Jenny Halley (2 episodi, 1979), interpretata da Susan Wooldridge.

## Produzione
La serie fu prodotta da Yorkshire Television.  Le musiche furono composte da Mike Moran.

### Registi
Tra i registi sono accreditati:
- Peter Duffell in 2 episodi (1979-1980)
- Lawrence Gordon Clark in 2 episodi (1979)

### Sceneggiatori
Tra gli sceneggiatori sono accreditati:
- Dick Francis in 6 episodi (1979-1980)
- Terence Feely in 3 episodi (1979-1980)

## Distribuzione
La serie fu trasmessa nel Regno Unito dal 21 novembre 1979 al 9 gennaio 1980 sulla rete televisiva Independent Television. In Italia è stata trasmessa con il titolo Racing Game.
Alcune delle uscite internazionali sono state:
- nel Regno Unito il 21 novembre 1979 (The Dick Francis Thriller: The Racing Game)
- in Svezia il 25 febbraio 1980 (Högt spel - strama tyglar)
- negli Stati Uniti l'8 aprile 1980
- in Italia (Racing Game)

## Episodi
| Stagione       | Episodi | Prima TV Regno Unito |
| -------------- | ------- | -------------------- |
| Prima stagione | 6       | 1979-1980            |